# 種子田健
種子田 健（たねだ たけし、1970年8月8日 - ）は、日本のベーシスト。三重県関町（現・亀山市）出身、血液型A型。妻はサクソフォーン奏者のNaoh。

## 人物・来歴
ヤマハ音楽院（旧ネム音楽院）を経て、スタジオ・ミュージシャンとして活動しながら、Shavagutchies（シャバグッチーズ：1993年ｰ休眠期間を経て2002年に解散）のメンバーとして加入し、1997年メジャー・デビュー。ベーシストとして、多数のミュージシャンのコンサートツアーなどでバックバンドを務める。アイドルから、ジャズ、ヘヴィメタルまで幅広いジャンルを弾く、スタジオ・ミュージシャンとして活動している。
1998年より、野村義男率いるFUNK ROCKETにメンバーとして参加。その他、ロック、フュージョン系のセッションなどにも参加している。
CDなどのクレジットでは「種田」「Ken」等、誤表記も多い。
「涼宮ハルヒの憂鬱」のアニメ版収録と、その関連CD製作にあたり劇中歌のベースを担当している。趣味のひとつであるパチスロの知識・経験を生かし、漫画原作も行っている。

## 主なライブ参加
- aiko
- 杏里
- 今井美樹
- ENDLICHERI☆ENDLICHERI（堂本剛）
- 宇多田ヒカル
- 宇都宮隆
- 岡本真夜
- 川江美奈子
- 木根尚登
- Kiroro
- コブクロ
- Cipher
- 斎藤ノブ
- さかいゆう
- 坂本龍一
- 柴田淳
- スキマスイッチ
- Skoop On Somebody
- Superfly
- JAMOSA
- 中島美嘉
- 畠山美由紀
- 林明日香
- 林田健司
- 一青窈
- 増崎孝司
- MISIA
- 山下久美子
- 米倉利紀
- RYTHEM

（50音順）

## 主なレコーディング参加
- 安倍なつみ
- 阿部芙蓉美
- 嵐
- 稲葉浩志
- INORAN
- 及川光博
- 大塚愛
- 岡本真夜
- GAKU-MC
- 笠原弘子
- KAT-TUN
- 華原朋美
- 川江美奈子
- 川嶋あい
- 河村隆一
- 関ジャニ∞
- KinKi Kids（各ソロ及びトラジ・ハイジ（国分太一&堂本剛）にも参加）
- CHEMISTRY
- 国府弘子
- Crush 40
- SAYAKA
- 椎名純平
- 柴咲コウ
- shela
- JAMOSA
- 女子十二楽坊
- SILVA
- Superfly
- SMAP
- Skoop On Somebody
- 高橋瞳
- タッキー&翼
- DIMENSION
- 中島美嘉
- 伴都美子
- B'z
- 平原綾香
- hiro（Coco d'Orとしても）
- FUNKY MONKEY BABYS
- V6
- Fayray
- 福山雅治
- 堀江由衣
- 真心ブラザーズ
- 松本孝弘
- May J.
- モーニング娘。
- YUKI
- ゆず
- 吉田兄弟
- RYTHEM
- ワルキューレ

（50音順）

## 漫画原作
『フカしてやるぜ！』作画：畠山耕太郎　－連載中－
＜コミックス（雄出版／オレンジCOMIC）第1巻　2004.8.20発売＞

## プロデュース作品
『Kaeru SELECTION　かえるのうた』2005.7.20発売（BVC3-38004）
＜山佐パルサー・シリーズの音源と生演奏を合体させたサウンド・トラック＞